# Hannah Villiger
Hannah Villiger (Johanna Franziska Villiger; * 9. Dezember 1951 in Cham ZG; † 12. August 1997 in Auw) war eine Schweizer Bildhauerin, Fotokünstlerin und Malerin.

## Leben und Werk
Hannah Villiger wuchs in Cham als viertes von fünf Kindern von Adolf Villiger und Margrit Villiger-Laubacher auf. Sie entwarf früh eigenwillige Kleidungsstücke, die sie in einer Boutique in Zug verkaufen konnte. 1971 besuchte sie den einjährigen Vorkurs an der Kunstgewerbeschule Zürich und von 1972 bis 1974 die Fachklasse für Bildnerisches Gestalten unter der Leitung von Anton Egloff an der Schule für Gestaltung in Luzern. 1973 nahm Villiger an der 1. Biennale der Schweizer Kunst im Kunsthaus Zürich teil. Im Februar 1974 erhielt sie das Eidgenössische Kunststipendium und im November ein Stipendium für das Istituto Svizzero in Rom. Nach Abschluss ihres Studiums hielt sich Villiger von Mai bis Oktober in Kanada auf, wo sie zusammen mit Jürg Stäuble (* 1948) in Toronto vor Ort entstandene Arbeiten in einer gemeinsamen Ausstellung zeigte. 1975 stellte sie zusammen mit Helmut Federle, John M. Armleder, Martin Disler, Luciano Castelli als Schweizer Vertretung an der 9. Biennale de Paris aus. 1976 pendelte Villiger zwischen Rom, Montefalco und der Schweiz.
1977 kehrte Villiger in die Schweiz zurück und lebte in Basel. Während sie als Serviertochter ihren Lebensunterhalt verdiente, entstanden erste Schwarzweissfotografien sowie Holz- und Plexiglasobjekte. Die Polaroid-Fotografien, die sie zunächst als Arbeitsmaterial dienten, ersetzten zunehmend die klassischen Schwarzweiss- und Farbfotografien. Anfang der achtziger Jahre begann sie mit der Polaroidkamera ihren Körper zu erforschen. Diese intime Auseinandersetzung wurde immer mehr zum Hauptmotiv ihrer künstlerischen Arbeit. Die Fotografien lassen Arme, Beine, Füsse, jedoch selten einen Gesichtsausdruck erkennen. Die Nahaufnahmen ihres Körpers, zum Teil nicht identifizierbare Körperteile, wurden in der Präsentation häufig zu raumbezogenen Blöcken zusammengestellt, die eine Betrachtungsdistanz beanspruchten. Diese Fotografien nannte sie «skulptural», die Präsentation ihrer Bilder im Raum bezeichnete sie als «Skulptur». Mit ihren Körperbildern reihte sich Villiger in die Tradition der Selbstinszenierungen der 1970er und 1980er Jahre ein, die von Urs Lüthi, Jürgen Klauke, Cindy Sherman, Elke Krystufek, Orlan bis zum englischen Künstler John Coplans führte.
1980 erkrankte Villiger an offener Tuberkulose und verbrachte einen Monat isoliert im Basler Kantonsspital mit anschliessendem Kuraufenthalt in Davos. Trotz ihrem schlechten Gesundheitszustand nahm sie an vier Gruppenausstellungen teil. Von 1981 bis 1982 unternahm sie eine Weltreise mit Susan Wyss, mit der sie seit 1975 in einer Beziehung stand. In einer Gruppenausstellung stellte Villiger 1981 in der von Jean-Christophe Ammann geleiteten Kunsthalle Basel zwölf auf Aluminium aufgezogene Polaroidaufnahmen aus. 1986 erhielt sie ein sechsmonatiges Stipendium für ein Wohnatelier an der Cité Internationale des Arts in Paris. 1988 erhält sie das gleiche Stipendium für weitere sechs Monate und seit 1980 entstehen erstmals wieder plastische Objekte. Am Ende desselben Jahres lernte sie Mouhamadou Mansour («Joe») Kébé kennen, mit dem Hannah Villiger einen Sohn (* 1991) hatte. 1992 erhielt sie an der von Jürg Stäuble geleiteten Fachklasse für freies räumliches Gestalten (Bildhauerfachklasse) an der Schule für Gestaltung in Basel einen bis 1996 befristeten Lehrauftrag. 1994 vertrat sie zusammen mit Pipilotti Rist die Schweiz an der 22. Biennale von São Paulo. Sie stellte am sternförmigen Pavillon der Basler Architekten Herzog & de Meuron sechs «Körperblöcke» aus.
1997 starb Villiger an einem Herzversagen. Sie bezeichnete sich bis zuletzt als Bildhauerin. Sie zählt zu den bedeutenden Schweizer Künstlerinnen ihrer Generation. Mit der Rückbesinnung und Zentrierung auf ihren Körper hatte sie Pionierarbeit geleistet. Ihre Werke sind im In- und Ausland vertreten. 2001 erschien eine Monografie mit dem von Jolanda Bucher und Eric Hattan herausgegebenen Werkverzeichnis all ihrer Fotoarbeiten.